# 広島県の島の一覧
広島県の島の一覧（ひろしまけんのしまのいちらん）は広島県に所在する島や岩礁の一覧である。本項では西側の市町村に所在するものから順に述べる。なお、太字は有人島である。

## 大竹市
- 阿多田島‐大竹市唯一の有人島。
- 猪子島‐阿多田島と堤防でつながっている。定住者はいないが水産物の加工場がある。
- 甲島‐全国に7つしかない県境の通る島の1つ。大竹市と山口県岩国市にまたがる。
- 可部島
- 白石‐第二次世界大戦によりできた弾痕が残る。

## 廿日市市
- 厳島‐日本三景「安芸の宮島」。世界遺産厳島神社在所。厳島神社大鳥居（満潮時）

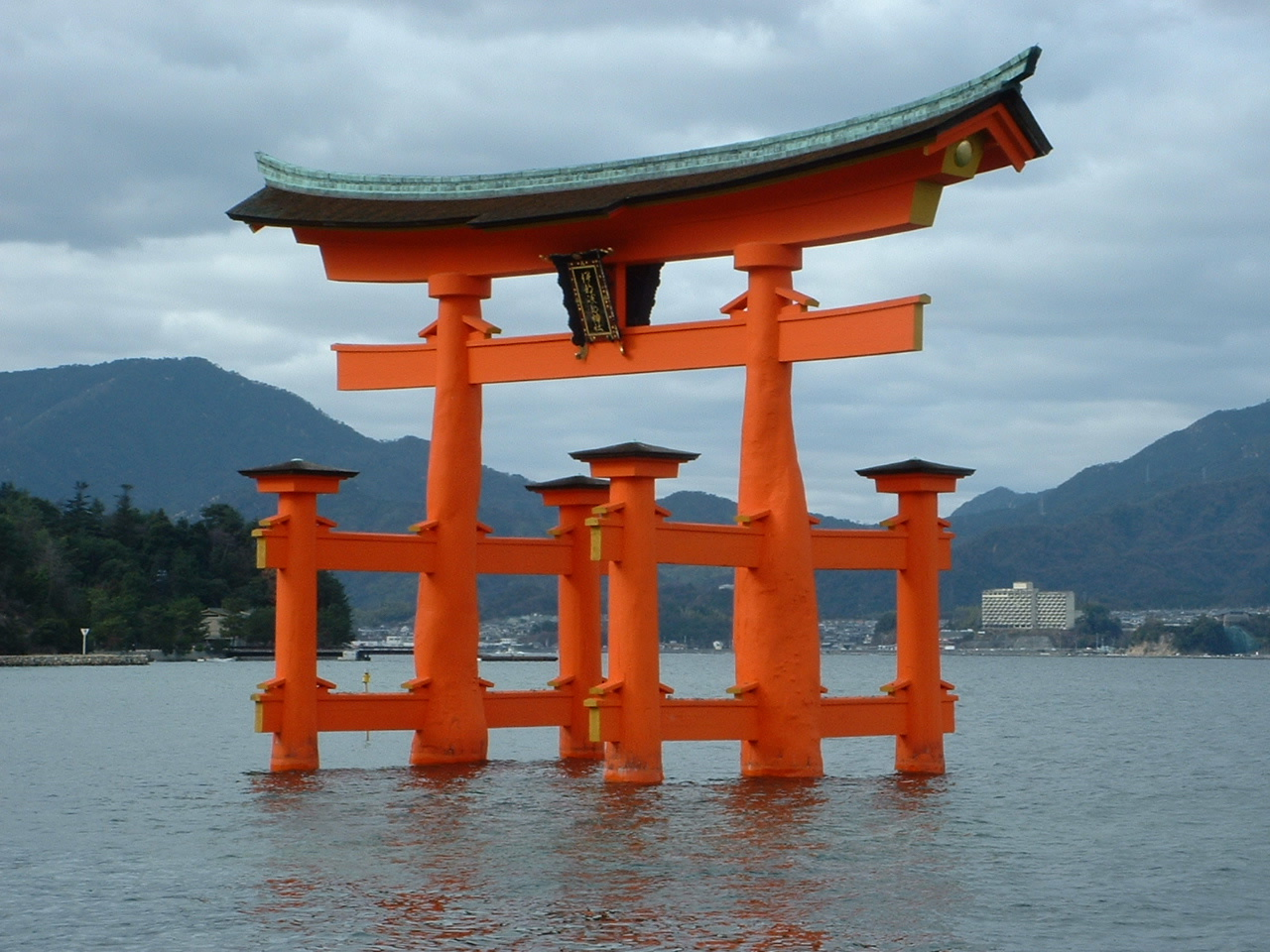
厳島神社大鳥居（満潮時）

## 広島市
- 宇品島 - 暁橋で本土へつながっている。元宇品と呼ばれ、グランドプリンスホテル広島や元宇品公園、住宅地が広がる。
- 金輪島 - 新来島宇品どっくがある。
- 小弁天島
- 津久根島 - 佐伯区唯一の島であまんじゃく伝説が残る。天ぷら店「津久根島」の由来となった。
- 峠島
- 弁天島
- 似島 - 広島市で最大の人口、面積を誇る。バームクーヘン発祥の地である。

## 江田島市
- 安渡島‐安渡島灯台所在。
- 江田島‐能美島とつながっている。
- 絵の島‐瀬戸内海汽船所有の無人島。かつては海水浴場が開かれていた。
- 大黒神島‐瀬戸内海最大の無人島。
- 大那佐美島‐瀬戸内海国立公園に含まれる。
- 沖野島‐江田島、能美島から沖野島橋で結ばれている。有人島。
- 傘磯
- 小黒神島
- 茶臼山‐花崗岩質の無人島で、山は広島県で最も低いという説がある。
- 長島‐芸藩通志に名勝として紹介されている。
- 能美島‐江田島市最大の島。役所がある。
- 引島‐弁慶が近くの岬をつかんで置いたといわれる。
- 俎磯
- 我島

## 海田町
海田町は海に面しているものの、町内に島は存在しない。

## 坂町
坂町は海に面するものの、町内に島は存在しない。

## 呉市
- 斎島‐古くから神霊宿る島として信仰を集めてきた。
- 馬島‐不通瀬戸とも
- エビガヒレ
- 大麗女島‐戦前は軍が弾薬庫として使用し、現在は自衛隊が管理している。近くに小麗女島がある。
- 大子島‐上蒲刈島の属島では最大の無人島。
- 大崎下島‐サイクリングで訪れる人が増加している。
- 沖ノ石
- 尾久比島‐「あび渡来群游海面」として国の天然記念物に指定されている。
- 大松島
- 小熊島‐不通瀬戸とも
- 重子岩
- カシノコ島
- 鹿島‐広島県最南端の有人島。石積みの段々畑が有名。
- 柏島-西の浜遺跡とよばれる遺跡がある。
- 上蒲刈島‐蒲刈群島の東部に位置する。
- 上黒島‐戦前に15世帯が生活していた。
- 倉橋島‐広島県で一番面積の大きい島。
- 黒島
- 小アジワ島
- 小麗女島
- 小島
- 小情島‐かつては薪が採取されているた。
- 小松島-親鸞が1日を過ごしたといわれる。
- 笹小島‐広島藩の御林であったかもしれないといわれる。
- 下黒島‐戦前に６世帯が生活していた。
- 白石
- 鈴鹿島
- 船害岩
- 千才
- 豊島‐アビ漁がおこなわれてきた。
- 中ノ島‐愛媛県の岡村島との間に岡村大橋（228ｍ）が架橋されている。
- 情島
- 鍋島
- 荷島‐大小2つの島からなり、別名「夫婦岩」と呼ばれる。
- 羽山島‐周囲は海食崖に囲まれる。
- ヒクべ
- 平羅島‐大崎下島と中ノ島 (広島県)との間に架橋してある。
- 二窓島‐「あび渡来群游海面」として国の天然記念物に指定されている。
- 弁天島‐島内には長谷地区の漁業者が弁財天を祀ったやしろがある。
- マナイタ磯
- 俎岩
- 三角島‐かつては美加登島とかかれた。
- 三子島‐昭和初期から利用されてきた。
- 箕石
- 室尾小島
- 横島
- 女猫島‐島名は猫がうずくまっているようにみえることから。

## 東広島市
- 藍之島‐かつては有人島であった。
- 大芝島‐東広島市唯一の有人島。ハウスミカンの栽培が盛ん。
- 小芝島‐干潮時には砂浜が現れる。
- 小島‐干潮時には砂州で大芝島と結ばれる。
- 唐船島‐中央部が崩落し、浸食が進んでいる。
- 鼻繰島‐かつてはキャンプ場として利用された。
- ホボロ島‐甲殻類のナナツバコツブムシに浸食されている。
- 龍王島‐龍王島自然体験村として、利用されている。

## 竹原市
- 阿波島
- 碇島
- 大久野島-大久野島のうさぎや毒ガス製造で有名。
- 小久野島‐平成17年ごろまで深い海にいるとされた、ハネナシギボシムシが発見された。
- 小島
- 白石
- ハチ岩
- 龍島‐カブトガニが生息することで知られている。

## 大崎上島町
- 生野島
- 臼島
- 折免島
- 木村島
- 来島(広島県)
- 佐組島
- 契島
- 唐船島
- 長島
- 二子島
- 船島